# Wath upon Dearne
Wath upon Dearne – miasto w Wielkiej Brytanii, w Anglii, w hrabstwie South Yorkshire, położone nad południowym brzegiem rzeki Dearne. Według spisu z 2011 roku miasto liczyło 11 816 mieszkańców.

## Miasta partnerskie
- Saint-Jean-de-Bournay